# Џек Батланд
Џек Батланд (енгл. Jack Butland; Бристол, 10. март 1993) фудбалски је репрезентативац Енглеске, игра на позицији голмана.

## Каријера
Рођен је у Бристолу 10. марта 1993. године. Играо је у млађим категоријама за Клеведон јунајтед. Године 2007. преселио се у Бирмингем. У доби од 16 година, дебитовао је за резервни тим Бирмингема. У марту 2010. потписао је први професионални уговор у каријери. Био је најбољи млади играч у Бирмингем Ситију у сезони 2009/10. У октобру 2010. је сломио руку, након чега је оперисан.
У септембру 2011, Џек прелази у друголигаша Челтнем Таун на месец дана. Постао је први голман екипе, а 10. септембра је дебитовао у клубу на мечу против Маклсфилд Тауна. Продужио је уговор са Бирмингемом до јуна 2015. У октобру 2011, Челтнем Таун је продужио позајмицу Батланда за још два месеца. За три месеца, играо је на 12 утакмица, а у седам од њих није примио гол.
Од 2013. године је бранио за Стоук Сити и током следећих година био је на позајмицама у неколико клубова: Барнзли, Лидс јунајтед и Дерби каунти.

## Репрезентација
Године 2012. дебитовао је на голу репрезентације Енглеске. Био је уврштен у састав Енглеске на Светском првенству у Русији 2018. године.

## Статистика каријере

### Репрезентативна
Статистика до 11. септембра 2018.
| Тим      | Год.   | Наступи | Голови |
| -------- | ------ | ------- | ------ |
| Енглеска | 2012   | 1       | 0      |
| Енглеска | 2015   | 2       | 0      |
| Енглеска | 2016   | 1       | 0      |
| Енглеска | 2017   | 2       | 0      |
| Енглеска | 2018   | 3       | 0      |
| Укупно   | Укупно | 9       | 0      |